# Café Anglais
 (juillet 2012).
Si vous disposez d'ouvrages ou d'articles de référence ou si vous connaissez des sites web de qualité traitant du thème abordé ici, merci de compléter l'article en donnant les références utiles à sa vérifiabilité et en les liant à la section « Notes et références ».
Le Café Anglais est un ancien restaurant parisien, qui était situé à un angle du boulevard des Italiens, (à la hauteur du no 13) et de la rue de Marivaux (actuel no  13).

## Historique

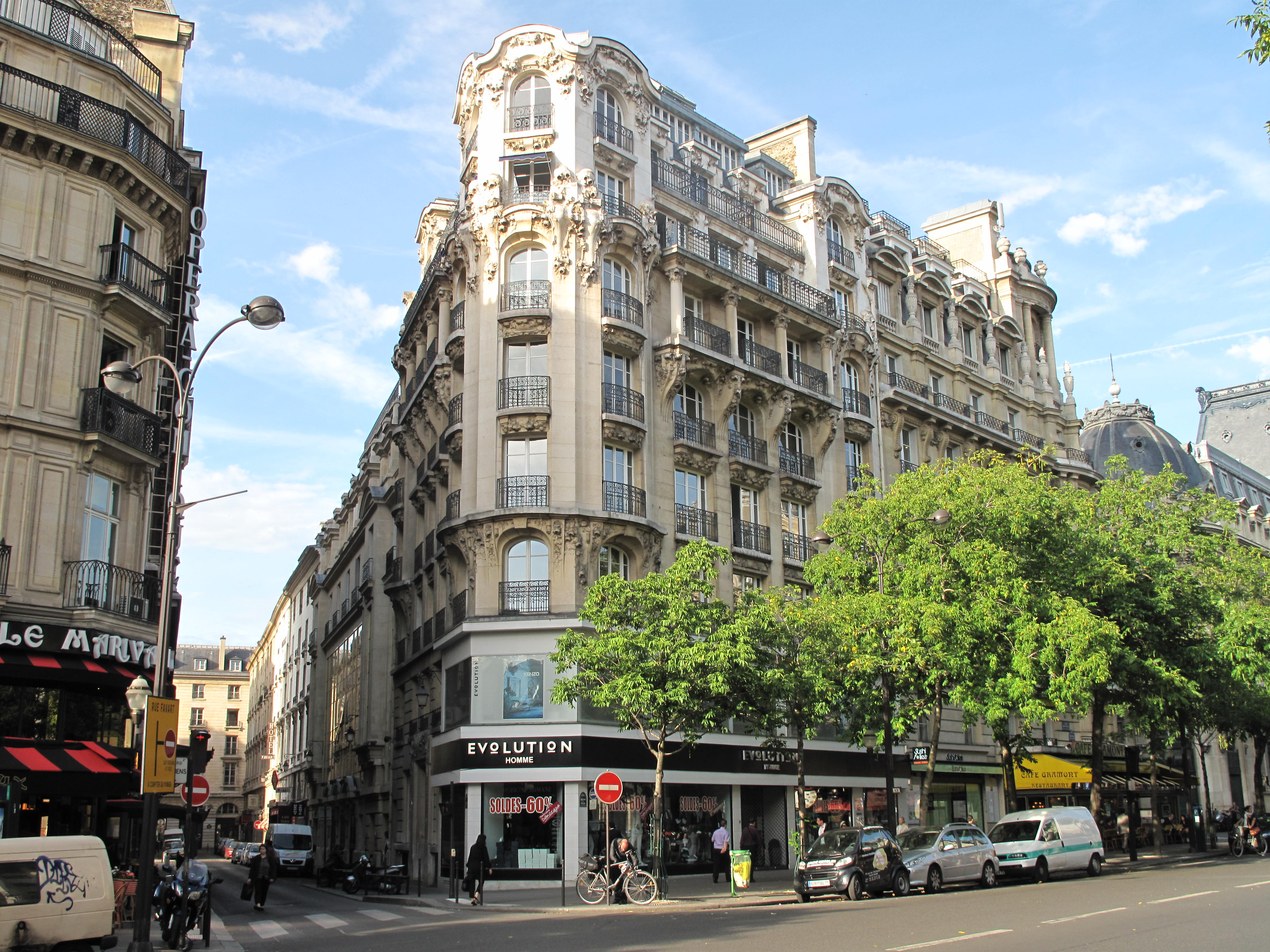
Son emplacement aujourd’hui.

À son ouverture, le Café Anglais était un restaurant fréquenté principalement par des cochers et des domestiques. Par la suite, des acteurs et actrices populaires y eurent également leurs habitudes. Il a été ouvert en 1802 par François Georges Delaunay (1768-1849), natif de Saint-Pierre-sur-Dives (Normandie), qui lui a donné ce nom en l'honneur du traité de paix d'Amiens signé cette année-là avec l’Angleterre. On y déjeunait « à la fourchette », on y mangeait à la carte, on y commandait les meilleurs vins de Bordeaux et de Bourgogne et l'« eau divine », de Saint-Pierre-sur-Dives ; on y dégustait le potage à la Cameroni. François Georges Delaunay y reste jusqu'en 1817. Son successeur, Pierre Chevreuil, propriétaire de l'immeuble et ami, le dirige ensuite jusqu'en 1827, date à laquelle Piette Louis Prosper Delaunay, fils de François Georges Delaunay, le dirige à son tour. Les Delaunay quittent définitivement le Café Anglais en 1836.
Alexandre Delhomme, d'origine bordelaise, devient propriétaire du Café Anglais en 1855, en l'achetant à un ancien notaire, Lourdin, successeur lui-même de Talabasse, qui avait été le collaborateur de Pierre Frédéric Borrel, propriétaire du Rocher de Cancale. Tout y sent la grande tradition du Rocher de Cancale. Alexandre Delhomme s'adjoint les services du chef bordelais Adolphe Dugléré (1805-1884), qui en fit un des meilleurs restaurants de Paris. Dugléré est secondé par les Bordelais : Alcide Bontou et Sylvain Le Petitcorps.
Dugléré y créa le potage Germiny et les pommes Anna pour Anne Deslions, célèbre courtisane du Second Empire. Il composa aussi le menu du fameux dîner dit des Trois Empereurs, qui réunit à Paris le tsar Alexandre II, le tsarévitch Alexandre, le roi de Prusse Guillaume Ier et Bismarck, lors de l’Exposition universelle de 1867,. À la fin du Second Empire, le Café Anglais était le plus snob de tous les cafés et le plus couru dans toute l’Europe.
Bien que sa façade fût austère, l’intérieur était particulièrement décoré : boiseries d’acajou et de noyer, miroirs clinquants patinés à la feuille d’or, etc. Ses salons particuliers accueillaient une clientèle aisée accompagnée de « cocottes ». On comptait 22 salons et cabinets particuliers, dont le « Grand Seize », qui vit défiler les plus hautes personnalités parisiennes et étrangères.
Le restaurant disparut en 1913. Il a été remplacé par un immeuble signé et daté au-dessus de la porte d'entrée 13, rue de Marivaux : R. Lelievre, architecte DPLG, 1914-1915, dont le décor sculpté abondant a été qualifié de « parfaitement représentatif d'un second Art nouveau ».

## Écrivains ayant fréquenté leCafé Anglais
- Stendhal : « Trois soupers par semaine au Café Anglais et je suis au courant de ce qui se dit à Paris. »
- Alfred de Musset, Alexandre Dumas et Eugène Sue étaient des habitués.

## Dans la fiction
- Honoré de Balzac fait référence au Café Anglais dans Le Père Goriot (Delphine de Nucingen y commande un dîner pour Eugène de Rastignac) et dans Illusions perdues (Lucien de Rubempré y rencontre Rastignac et Henri de Marsay[8]).
- Dans L'Éducation sentimentale, Flaubert met en scène un dîner entre Frédéric et Rosanette au Café Anglais[9].
- Raymond Queneau utilise le Café Anglais comme lieu d'action de son roman Le Vol d'Icare, où LN initie le personnage d'Icare aux mondanités parisiennes autour d'un bruyant plat d'huîtres d'Ostende.
- Dans Une vieille maîtresse de Barbey d'Aurevilly, le vicomte de Prosny rejoint la comtesse d'Artelles à la fin du roman après avoir « dîné au café Anglais, son restaurant ordinaire, seul, avec lui-même pour tout convive, comme Lucullus chez Lucullus »
- Babette, le personnage éponyme du roman de Karen Blixen, Le Dîner de Babette, est une cuisinière renommée du Café Anglais qui se réfugie au Danemark pour fuir la répression de la Commune de Paris en 1871.
- Dans le roman de Marcel Proust, À l'ombre des jeunes filles en fleurs, Françoise, la cuisinière de la famille du narrateur, le cite comme l'exemple du restaurant pratiquant une cuisine traditionnelle et excellente, et en parle comme d'un « petit restaurant » avec une « bien bonne petite cuisine bourgeoise »[10].
- Dans Les Bijoux de Guy de Maupassant, le personnage y dîne lorsqu'il devient riche.
- Claude Lemesle fait mention du Café Anglais dans les paroles de la chanson qu'il a écrite pour Serge Reggiani, Le Boulevard du crime : « On peut voir au Café Anglais de faux enfants de Lamartine / Rêver en couples et en couplets / Railler gandins et gourgandines. » (sur l'album Le Zouave du Pont de l'Alma, 1982)[11].
- L'endroit est visité par Renée et Maxime dans La Curée d'Émile Zola. Il en fait une description détaillée : « De l’autre côté de l'avenue, des lueurs braisillantes allumaient seules encore la façade du Café Anglais, une croisée entre autres, entrouverte, et d’où sortaient des rires affaiblis. »

### Sources et bibliographie
- Luc Bihl-Willette, Des tavernes aux bistrots, histoire des cafés, Éditions L'Âge d'Homme, 1997, 321 p.  (ISBN 2825107735).
- David Michon, 24 heures de la vie d'un restaurant, Paris, 1867, PUF, octobre 2022.